# Gomantong-Höhlen
Die Gomantong-Höhlen sind ein stark verzweigtes Höhlensystem im Norden Borneos, im malaiischen Bundesstaat Sabah, 30 Kilometer südlich von Sandakan. Sie liegen in der größten Kalksteinformationen der unteren Kinabatangan-Region. Bekannt sind die Höhlen aufgrund der zahlreichen dort lebenden Fledermäuse und vor allem der Salanganen, schwalbenähnlichen Vögeln, deren Nester der Hauptbestandteil der sogenannten Schwalbennestersuppe sind, einer Delikatesse der Chinesischen Küche. In Sabah gehören die Höhlen zu den bekanntesten Touristenattraktionen. Die Höhlen können das ganze Jahr über besichtigt werden. 
Der Hauptteil des Höhlensystems wird durch zwei Höhlen gebildet: Die besser zugängliche wird Simud Hitam („schwarze Höhle“) genannt und die größere, etwas oberhalb liegendere Simud Putih („weiße Höhle“). Die Namensgebung ist durch den in diesen Höhlen typischen Nesttyp motiviert, in Simud Hitam sind mehr Nester der Schwarznestsalangane zu finden, in Simud Putih sind die Nester der Weißnestsalangane häufiger.
Die Zahl der in den Höhlen brütenden Salanganen wird auf 1,5 Millionen geschätzt, die Zahl der Fledermäuse liegt etwa in der gleichen Größenordnung. Außerdem leben dort viele Insekten, vor allem Schaben, die von der Anwesenheit der Vögel und der Fledermäuse profitieren.
Die Verwertung der Salanganennester ist in den Gomantong-Höhlen reglementiert, um die Bestände der Arten nicht zu gefährden. Die Nester dürfen bis auf wenige Ausnahmen nur zweimal pro Saison „geerntet“ werden, einmal zu Beginn der Brutzeit, direkt nach dem Bau des ersten Nests, möglichst vor der Eiablage, zudem am Ende, wenn die Jungen ausgeflogen sind. Diese Regelung gilt in der Region als vorbildlich, aber selbst bei dieser geregelten Verwertung ist eine Verminderung des Bruterfolgs feststellbar.